# Kwietnikowy Żleb
Kwietnikowy Żleb (słow. Kvetnicový žľab) – żleb w słowackich Tatrach Wysokich, będący orograficznie lewym odgałęzieniem Doliny Wielickiej. Jest to najwyżej położony z trzech wielkich żlebów (pozostałe to Dwoisty Żleb i Granacki Żleb) opadających do Doliny Wielickiej z południowo-zachodnich ścian Granatów Wielickich. Żleb pnie się z Wyżniego Wielickiego Ogrodu w kierunku Kwietnikowej Przełączki i rozwidla się na kilka odnóg w swoim górnym piętrze, podchodząc pod liczne obiekty w masywie Staroleśnego Szczytu.
Górne piętro Kwietnikowego Żlebu przekształca się w Kwietnikowy Kocioł (Kvetnicový kotol). W kotle oraz poniżej niego od głównej gałęzi oddzielają się ramiona, które prowadzą na okoliczne obiekty: Zwalisty Przechód, Zwodną Ławkę, Podufałą Przełączkę i Podufały Przechód. Główne ramię pnie się na Kwietnikową Przełączkę. Żleb oddziela od siebie turnie należące do grupy Granackich Baszt: Zwalistą Basztę na północnym zachodzie i Podufałą Basztę na południowym wschodzie. W okolicy Kwietnikowego Kotła położona jest masywna Kwietnikowa Strażnica.

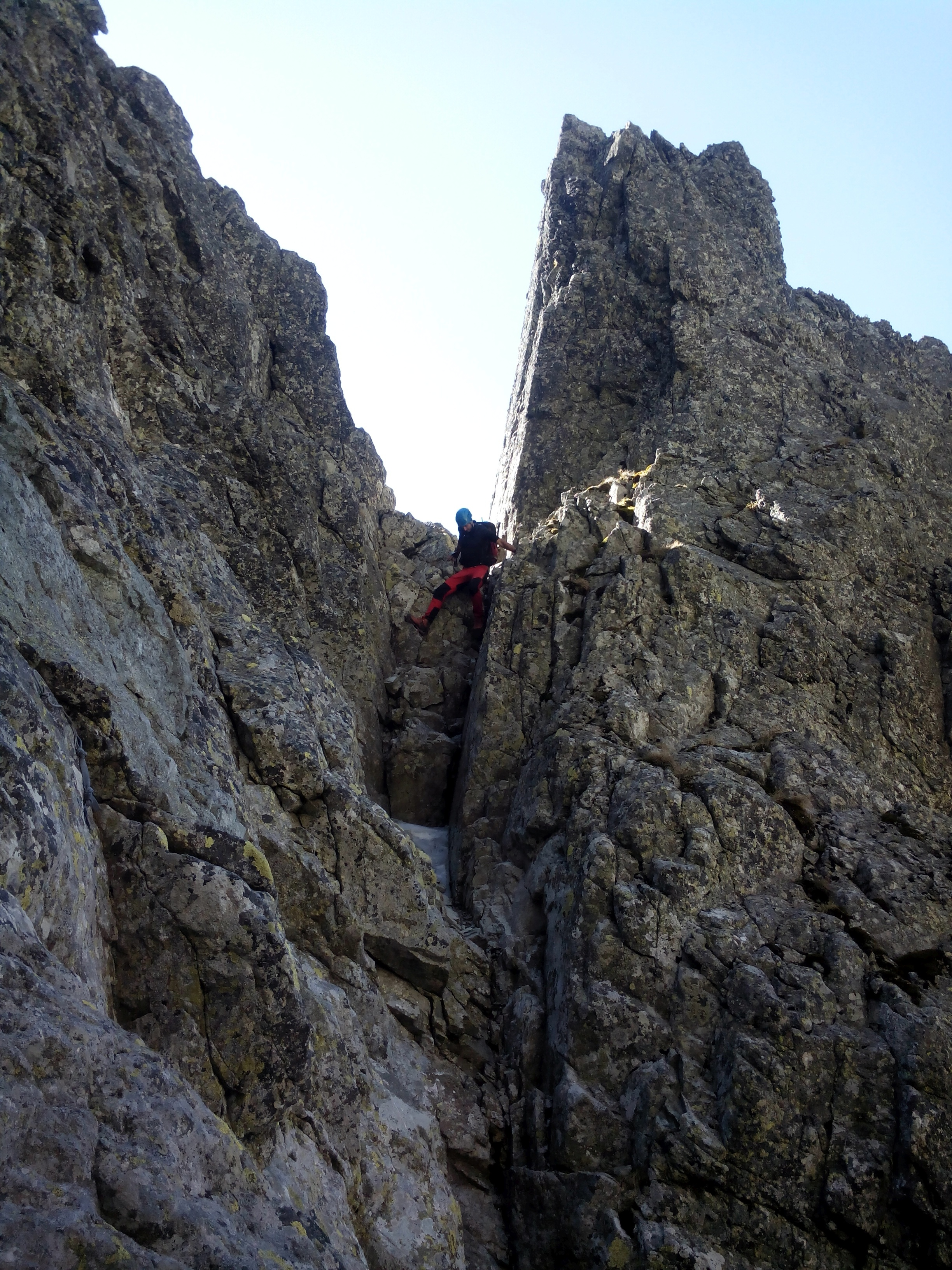
Ramię żlebu na Zwodną Ławkę
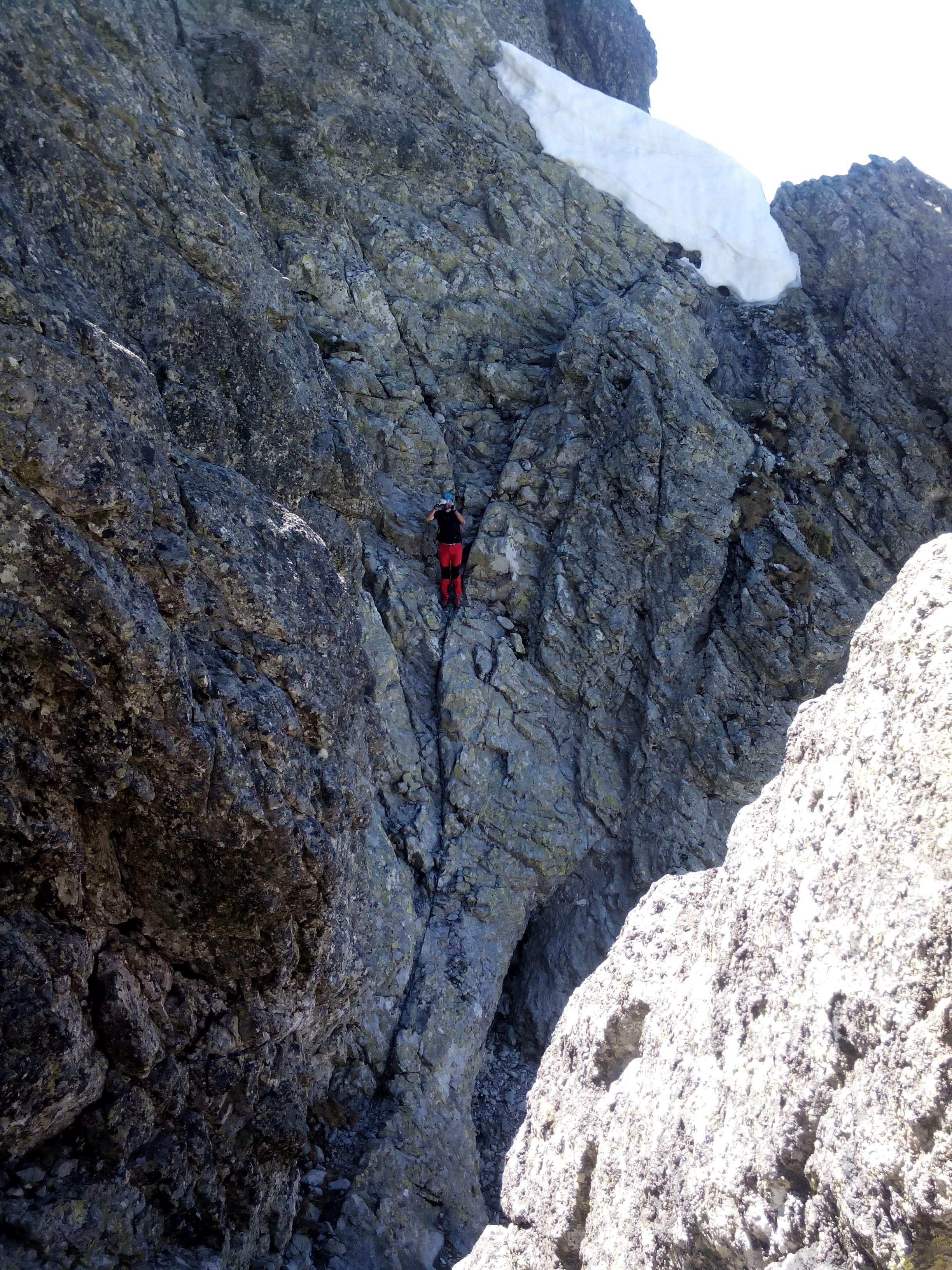
Ramię żlebu na Zwodną Ławkę
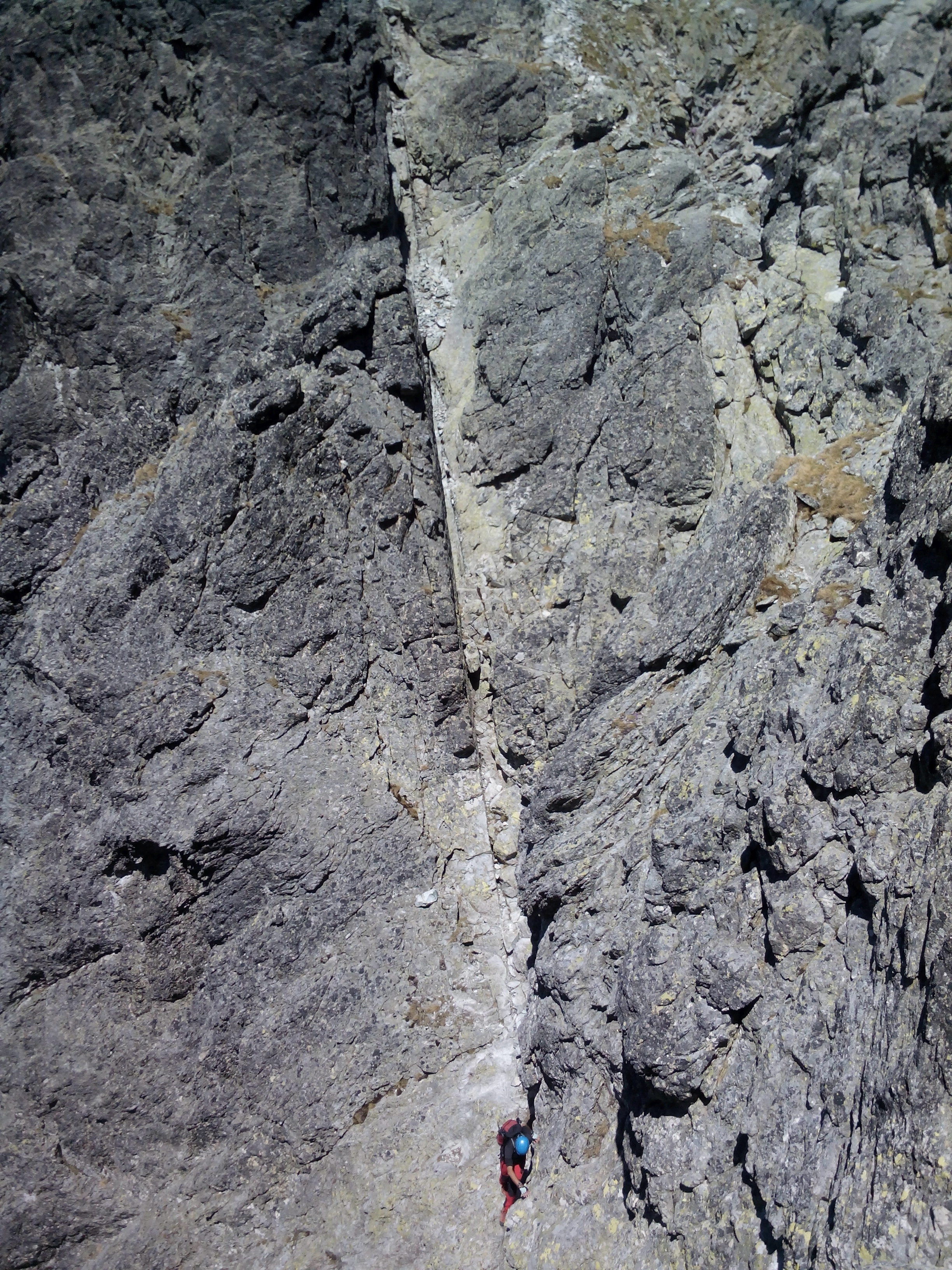
Ramię żlebu na Zwodną Ławkę
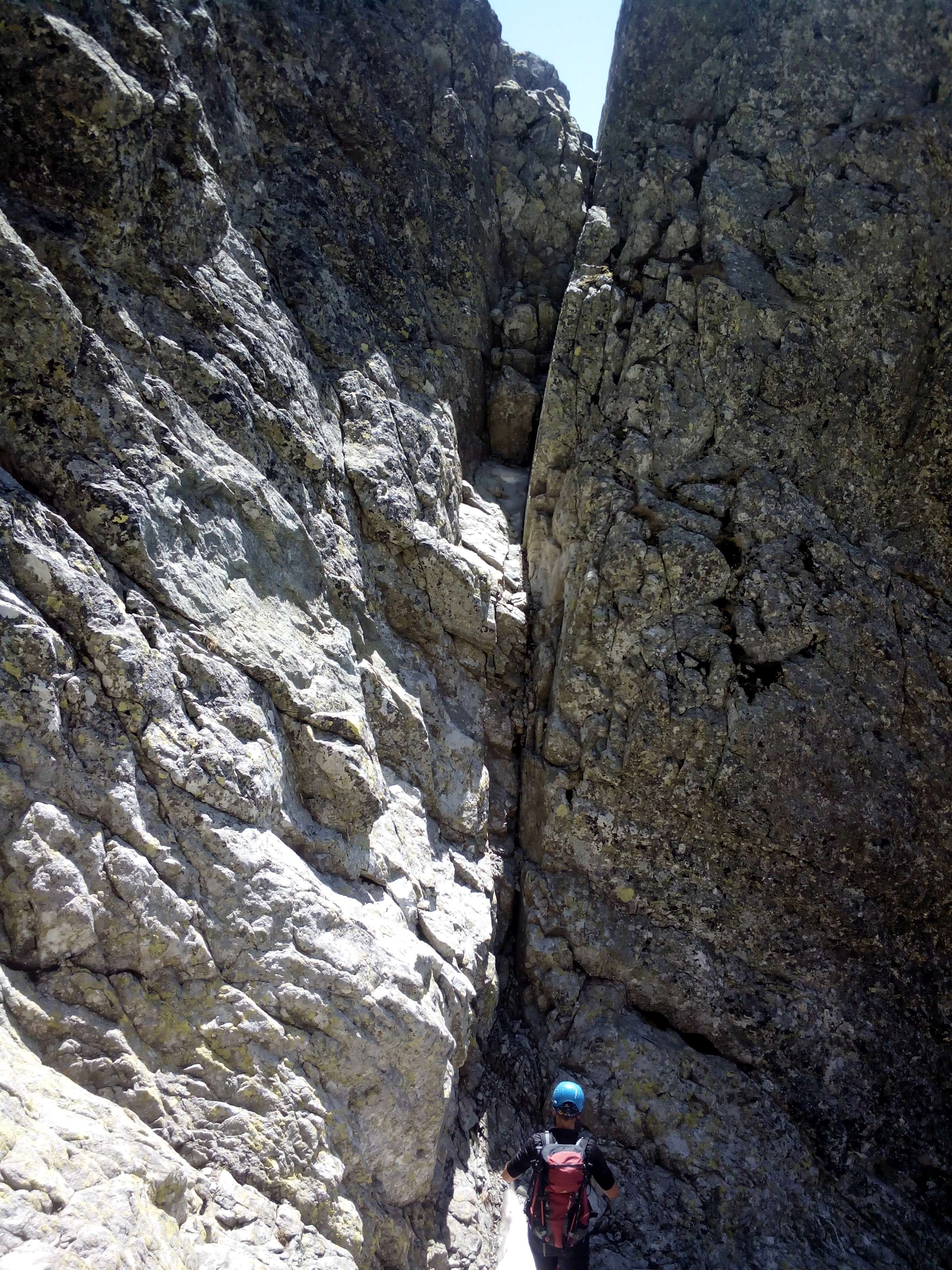
Ramię żlebu na Zwodną Ławkę
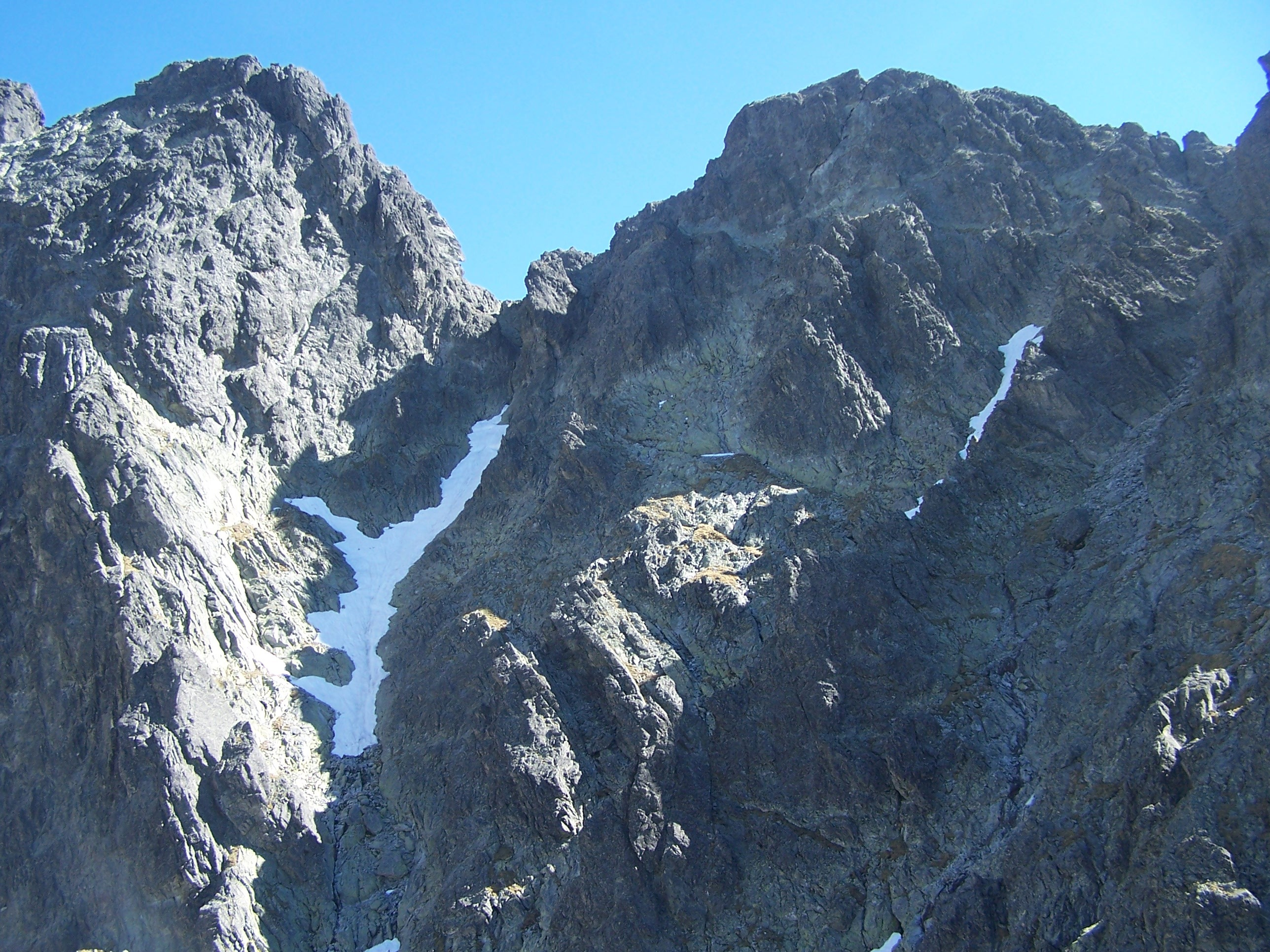
Jedno z ramion żlebu